# Bộ Linh trưởng

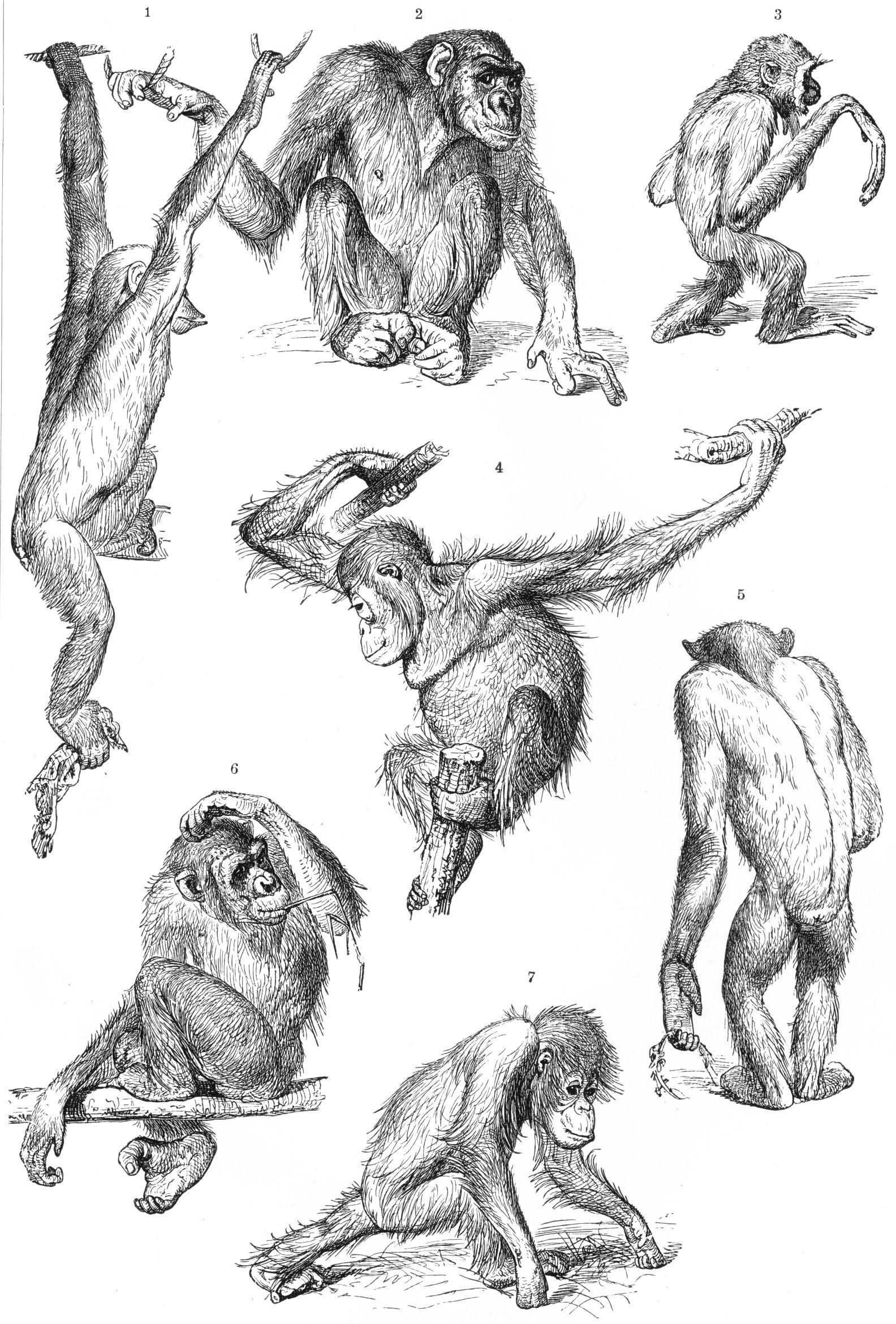
Một bức vẽ năm 1927 về tinh tinh, một con vượn (trên cùng bên phải) và hai con đười ươi (chính giữa và dưới cùng): Con tinh tinh ở phía trên bên trái đang trèo cây; con đười ươi ở phía dưới trung tâm đang đi bằng bốn chi..

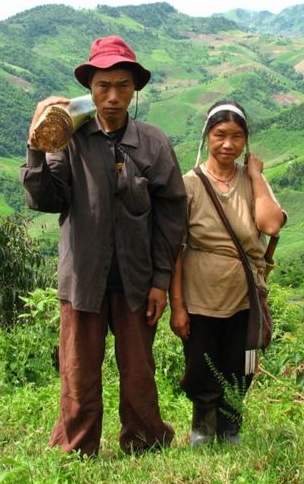
Người Tinh khôn ngày nay - 2 người nam và nữ trưởng thành tại vùng bắc Thái Lan - người chồng mang thân cây chuối, thứ sẽ để cho lợn ăn

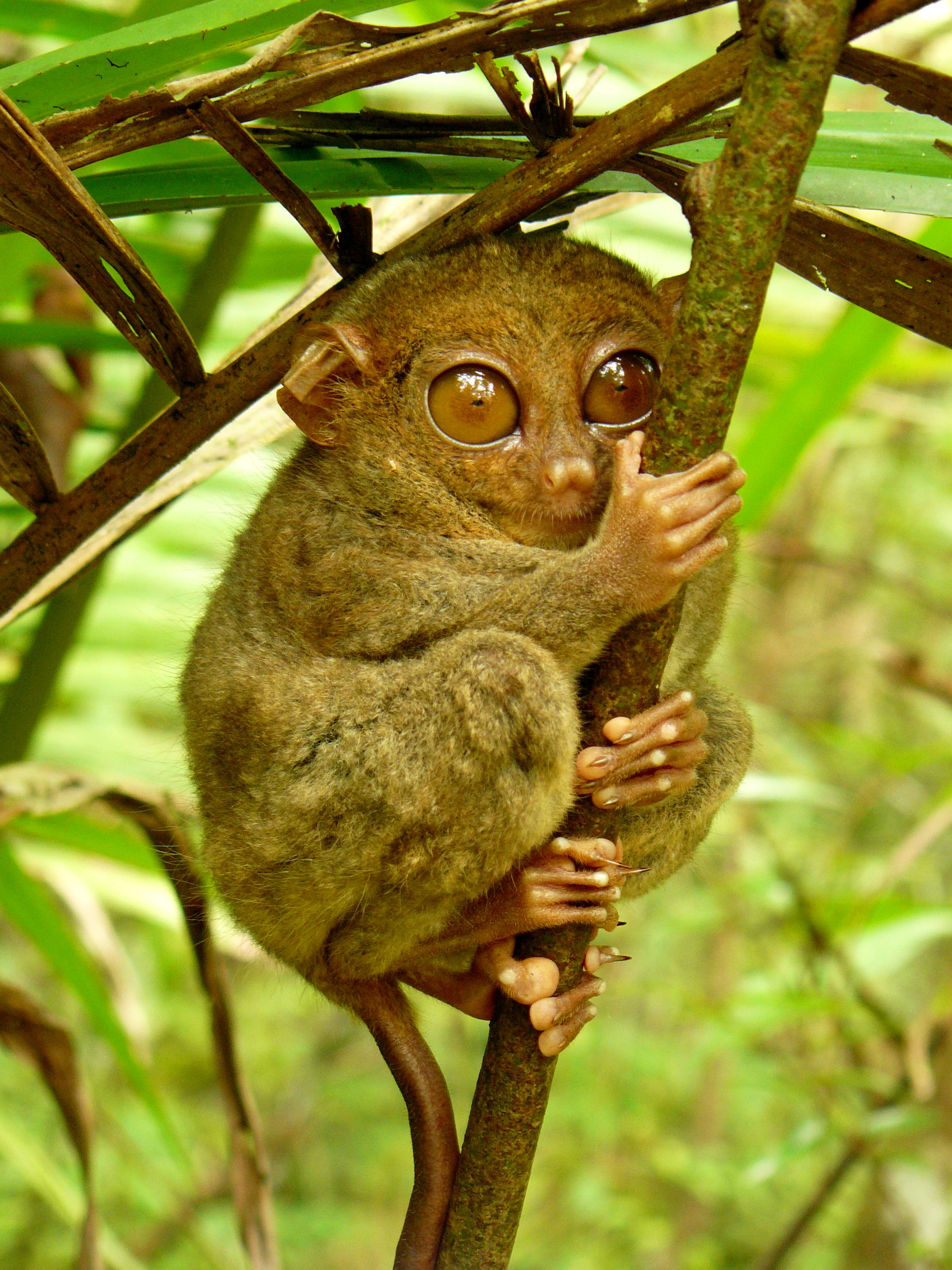
Tarsier Philippine từng được coi là một loài vượn, nhưng bây giờ chủ yếu được coi là một loài linh trưởng mũi khô.

Bộ Linh trưởng (Primates) là một bộ thuộc Lớp Thú. Các loài linh trưởng phát sinh từ 85 đến 55 triệu năm trước từ các động vật có vú trên cạn nhỏ, thích nghi với việc sống trong các khu rừng nhiệt đới: nhiều đặc điểm của linh trưởng đại diện cho sự thích nghi với cuộc sống trong môi trường đầy thách thức này, bao gồm bộ não lớn, thị lực tốt, tầm nhìn màu sắc rộng, dàng vai tu chỉnh và bàn tay khéo léo. Các loài linh trưởng có kích thước từ loài vượn cáo chuột Berthe, nặng 30g (1 oz), đến loài khỉ đột miền Đông, nặng hơn 200 kg (440 lb). Có 190 đến 448 loài linh trưởng còn tồn tại, tùy thuộc vào hệ thống phân loại nào được sử dụng. Các loài linh trưởng mới tiếp tục được phát hiện: hơn 25 loài đã được mô tả trong thập kỷ đầu tiên của thập niên 2000, và 11 loài kể từ năm 2010.
Ngày nay Bộ Linh trưởng được chia thành hai phân nhánh là Strepsirrhini và Haplorhini. Trong nhánh Haplorhini có họ Người (Hominidae = khỉ dạng người), và loài người (Homo sapiens). Trừ con người sống trên các lục địa trên Trái Đất,[a] hầu hết loài Linh trưởng sống trong các vùng rừng nhiệt đới hoặc cận nhiệt đới của châu Mỹ, châu Phi và châu Á.
Theo dấu vết hóa thạch, tổ tiên của Linh trưởng có thể đã tồn tại vào thời kỳ Creta muộn cách đây khoảng 65 triệu năm. Linh trưởng cổ nhất được ghi nhận sống vào thời kỳ Paleocene muộn là Plesiadapis, cách đây c. 55–58 triệu năm. Các nghiên cứu về đồng hồ phân tử đề xuất rằng nhánh Linh trưởng thậm chí có thể cổ hơn, xuất phát vào thời kỳ Creta giữa, cách đây khoảng 85 triệu năm.
Theo thường lệ, bộ Linh trưởng được chia thành 2 nhóm chính: Bộ bán hầu-Prosimii và Bộ khỉ hầu-Simiiformes. Prosimii mang các đặc điểm rất giống với các linh trưởng cổ nhất, và bao gồm vượn cáo đuôi vòng của Madagascar, cu li và vượn mắt kính. Simiiformes bao gồm các loài khỉ và khỉ không đuôi. Gần đây, các nhà phân loại học đã đặt ra phân bộ Strepsirrhini, hay linh trưởng mũi cong/mũi ướt, bao gồm Prosimii nhưng không phải là vượn mắt kính và phân họ Haplorrhini, hay linh trưởng mũi khô/mũi rộng, bao gồm vượn mắt kính và Simiiformes. Simiiformes được chia thành 2 nhóm: Platyrrhini ("mũi tẹt") hay khỉ Tân thế giới ở Trung và Nam Mỹ và khỉ Catarrhini (mũi hẹp) của châu Phi và đông nam Á. Khỉ Tân thế giới bao gồm khỉ mũ, khỉ rú và khỉ sóc, và Catarrhini bao gồm khỉ Cựu thế giới (như khỉ đầu chó và khỉ đuôi lợn) và khỉ không đuôi. Con người là catarrhini duy nhất phân bố rộng khắp ngoài châu Phi, Nam Á, và Đông Á, mặc dù dấu vết hóa thạch cho thấy một số loài cũng từng đã tồn tại ở châu Âu.

## Từ nguyên
Cách gọi "Bộ Linh trưởng" bắt nguồn từ khái niệm Linh trưởng mục 靈長目 trong tiếng Trung Quốc cũng với nghĩa là Bộ Linh trưởng. Trong đó:
- 靈: linh nghĩa là tinh anh, lanh lẹ.
- 長: trưởng nghĩa là đứng đầu, hàng thứ nhất, có tài [3].

Như vậy linh trưởng ở đây là bộ các động vật có độ tinh anh (trí tuệ) cao hàng đầu trong số các động vật.
Trong tiếng Anh, linh trưởng là dịch tương ứng với chữ Primate (số nhiều primates). Trước kia, Primates còn được gọi là bộ Khỉ. Chữ này bắt nguồn từ gốc Latinh primas, primus có nghĩa là nhất, đứng đầu, cao cấp. Trong tiếng Anh primate cũng có nghĩa là giáo trưởng hay giám mục cấp cao, một tước hiệu trong các Giáo hội Kitô giáo.

## Tiến hóa
Nhánh linh trưởng được cho là hình thành cách đây ít nhất 65 triệu năm, ngay cả linh trưởng hóa thạch được phát hiện cổ nhất là Plesiadapis (khoảng 55–58 triệu năm) từ Paleocen muộn. Các nghiên cứu khác, bao gồm nghiên cứu đồng hồ phân tử, ước tính có nguồn gốc từ nhánh linh trưởng vào Creta giữa, khoảng 85 triệu năm.

## Phân loại
Cây phát sinh bộ theo sự phân loại của nhà động vật học Carolus Linnaeus năm 1758:
|  | Rodentia (bộ Gặm nhấm) |
|  |                        |
|  | Lagomorpha (bộ Thỏ)    |
|  |                        |

|  | Dermoptera (bộ Cánh da)                                                         |
|  |                                                                                 |
|  | \| \| †Plesiadapiformes \| \| \| \| \| \| Primates (bộ Linh trưởng) \| \| \| \| |
|  |                                                                                 |
|  | †Plesiadapiformes                                                               |
|  |                                                                                 |
|  | Primates (bộ Linh trưởng)                                                       |
|  |                                                                                 |

|  | †Plesiadapiformes         |
|  |                           |
|  | Primates (bộ Linh trưởng) |
|  |                           |

|  | Dermoptera (bộ Cánh da)                                                         |
|  |                                                                                 |
|  | \| \| †Plesiadapiformes \| \| \| \| \| \| Primates (bộ Linh trưởng) \| \| \| \| |
|  |                                                                                 |
|  | †Plesiadapiformes                                                               |
|  |                                                                                 |
|  | Primates (bộ Linh trưởng)                                                       |
|  |                                                                                 |

|  | †Plesiadapiformes         |
|  |                           |
|  | Primates (bộ Linh trưởng) |
|  |                           |

|  | Rodentia (bộ Gặm nhấm) |
|  |                        |
|  | Lagomorpha (bộ Thỏ)    |
|  |                        |

|  | Dermoptera (bộ Cánh da)                                                         |
|  |                                                                                 |
|  | \| \| †Plesiadapiformes \| \| \| \| \| \| Primates (bộ Linh trưởng) \| \| \| \| |
|  |                                                                                 |
|  | †Plesiadapiformes                                                               |
|  |                                                                                 |
|  | Primates (bộ Linh trưởng)                                                       |
|  |                                                                                 |

|  | †Plesiadapiformes         |
|  |                           |
|  | Primates (bộ Linh trưởng) |
|  |                           |

|  | Dermoptera (bộ Cánh da)                                                         |
|  |                                                                                 |
|  | \| \| †Plesiadapiformes \| \| \| \| \| \| Primates (bộ Linh trưởng) \| \| \| \| |
|  |                                                                                 |
|  | †Plesiadapiformes                                                               |
|  |                                                                                 |
|  | Primates (bộ Linh trưởng)                                                       |
|  |                                                                                 |

|  | †Plesiadapiformes         |
|  |                           |
|  | Primates (bộ Linh trưởng) |
|  |                           |

Sự phân nhánh từ Bộ Linh trưởng đến loài người:
```
Primates (
Linh trưởng
)
├─ 
Strepsitthini
 
└─ 
Haplorhini
 
├─ 
Tarsiidae
 
└─ 
Anthropoidea
 
├─ 
Platyrrhini
 (Khỉ Tân thế giới)
└─ 
Catarrhini
 
├─ 
Cercopithecoidea
 (Khỉ Cựu thế giới)
└─ 
Hominoidea
 
├─ 
Hylobatidae
 (
họ Vượn
)
└─ 
Hominidae
 (
họ Người
)
├─ 
Pongo
 (
đười ươi
)
└─ 
Homininae

├─ 
Gorillini
 (
Gorilla
)
└─ 
Hominini
 (
tông Người
)
├─ 
Pan
 (
Tinh tinh
)
└─ 
Homo
 (
chi Người
)
└─ 
Homo sapiens
(
Người hiện đại
)
```

### Danh sách
Dưới đây liệt kê danh sách khoảng 19 họ khác nhau của bộ Linh trưởng:
- Bộ Linh trưởng Primates
  - Phân bộ Haplorrhini: tarsiers, khỉ và khỉ không đuôi
    -       -         -           - Họ †Oligopithecidae

    - Phân thứ bộ Tarsiiformes
      -         -           - Họ Tarsiidae: tarsiers (9 loài)
          - Họ †Afrotarsiidae
          - Họ †Omomyidae

    - Phân thứ bộ Simiiformes
      - Tiểu bộ Platyrrhini: Khỉ Tân Thế giới
        -           - Họ Callitrichidae: marmosets and tamarins (42 loài)
          - Họ Cebidae: capuchins and squirrel monkeys (17 loài)
          - Họ Aotidae: night hay owl monkeys (douroucoulis) (10 loài)
          - Họ Pitheciidae: titis, sakis and uakaris (42 loài)
          - Họ Atelidae: howler, spider and woolly monkeys (28 loài)

      - Tiểu bộ Khỉ mũi hẹp Catarrhini
        - Liên họ Cercopithecoidea, khỉ Cựu Thế giới
          - Họ Cercopithecidae: Khỉ Cựu thế giới (135 loài)

        - Liên họ Người Hominoidea
          - Họ Vượn Hylobatidae: gibbons hay "lesser apes" (13 loài)
          - Họ Người Hominidae: great apes, including humans (7 loài)

  - Phân bộ Strepsirrhini: non-tarsier prosimians
    - Phân thứ bộ Lemuriformes
      -         -           - Họ Cheirogaleidae: dwarf lemurs and mouse-lemurs (32 loài)
          - Họ Daubentoniidae: Aye-aye (1 loài)
          - Họ Lemuridae: lemurs (22 loài)
          - Họ Lepilemuridae: sportive lemurs (26 loài)
          - Họ Indriidae: woolly lemurs and allies (19 loài)

    - Phâ thứ bộ Lorisiformes
      -         - Liên họ Lorisidea
          - Họ Lorisidae: lorises, pottos and allies (9 loài)
          - Họ Galagidae: galagos (19 loài)

Bộ Linh trưởng đã được Carl Linnaeus lập ra năm 1758, trong quyển sách tái bản lần thứ 10 của ông là Systema Naturae, cho các chi Người, Simia (khỉ và khỉ không đuôi khác), Lemur (prosimians) và Vespertilio.